# Mountain Province
Koordinaten: 17° 5′ N, 121° 10′ O
Mountain Province (Tagalog: Lalawigang Bulubundukin) ist eine landumschlossene Provinz der Philippinen auf der Insel Luzon in der Cordillera Central. Der Name wird auch abgekürzt als Mt. Province. Die Provinz gehört zur Administrativen Region Cordillera.

## Lage und Geografie
Von Süden aus grenzt sie im Uhrzeigersinn an die Provinzen Ifugao, Benguet, Ilocos Sur, Abra, Kalinga und Isabela.
In der Nähe von Bontoc liegt der aktive Vulkan Patoc und im Südwesten der Provinz liegt der Mount Data, den der Mount-Data-Nationalpark umgibt.
Der Fluss Chico durchfließt die Provinz von Süden nach Norden. Im Westen erheben sich die Kordilleren.

## Menschen und Kultur
Sie hat 154.187 Einwohner (Zensus 2010) und eine Fläche von 2.239,9 km².
Die Provinz wird überwiegend von Igorot bewohnt. Nach der Volkszählung von 2000 sind 52 % der Bevölkerung Kankanai, 13,6 % Balangao und 12 % Ibontoc.
Hauptstadt ist Bontoc, touristisch bekannter ist jedoch Sagada mit seinen Reisterrassen und Kalksteinhöhlen. Dieses obwohl die Petroglyphen von Bontoc zu den ältesten kulturellen Zeugnissen auf den Philippinen zählen.

## Geschichte
Die Spanier nannten das Gebiet früher La Montañosa wegen seiner Berge. 1908 richteten die neuen amerikanischen Herrscher eine damals größere Mountain Province ein. Sie wurde 1966 aufgeteilt in die heutige Mountain Province, Benguet, Kalinga-Apayao und Ifugao.
Unter dem Diktator Ferdinand Marcos wurde am Chico der damals größte Stausee Asiens geplant. Er hätte die Lebensgrundlage vieler Stämme in der Provinz zerstört – 100.000 Menschen wären umgesiedelt worden. Das Projekt konnte verhindert werden, doch die Erfahrungen damit haben bei vielen Einwohnern ein großes Misstrauen gegenüber der Zentralregierung hinterlassen.
Dies führte auch zu bewaffnetem Widerstand, der von der Cordillera People’s Democratic Front (CPDF), einer Mitgliedsorganisation der National Democratic Front (NDF), organisiert wurde. Die „Cordillera People’s Liberation Army“ (CPLA) ist eine davon abgespaltene Fraktion.

## Stadtgemeinden
- Barlig
- Bauko
- Besao
- Bontoc
- Natonin
- Paracelis
- Sabangan
- Sadanga
- Sagada
- Tadian